# Auckley
Auckley är en ort och civil parish i Doncaster i Storbritannien. Den ligger i grevskapet South Yorkshire och riksdelen England, i den sydöstra delen av landet, 230 km norr om huvudstaden London. Auckley ligger 7 meter över havet och antalet invånare är 1 880.
Terrängen runt Auckley är platt. Runt Auckley är det ganska tätbefolkat, med 172 invånare per kvadratkilometer. Närmaste större samhälle är Doncaster, 7,5 km väster om Auckley. Trakten runt Auckley består till största delen av jordbruksmark.